# Femme d'Afrique
Femme d'Afrique est un magazine panafricain dédié à la promotion de la femme africaine dans les domaines socio-économique, culturel et politique. Fondé en 2013 par Christelle Mpongo Lula, il est initialement publié sous format papier avant de développer une plateforme en ligne. Son siège se trouve à Kinshasa, en République Démocratique du Congo (RDC), et couvre principalement plusieurs pays d'Afrique centrale et de l'Ouest, notamment le Cameroun, le Bénin, la Centrafrique et la RDC.

## Histoire
Femme d'Afrique a été lancé en 2013 avec pour objectif de mettre en lumière les réalisations des femmes africaines, tout en abordant des sujets tels que l'entrepreneuriat, l'éducation, la santé et le leadership féminin. Bien que le magazine ait d'abord été distribué sous forme imprimée, il s'est progressivement digitalisé avec la création du site femmedafrique.net, tout en conservant son édition papier comme activité principale.
En 2025, le magazine est diffusé, en plus de son pays d'origine, au Congo-Kinshasa, au Bénin, au Togo et en Belgique.

### Contenu et ligne éditoriale
Le magazine a pour but de donner la parole aux femmes africaines afin de valoriser leurs compétences.Il traite de diverses thématiques liées à l'autonomisation des femmes, notamment :
- L'entrepreneuriat féminin (portraits de cheffes d'entreprise, conseils en gestion)
- L'éducation et la formation (accès des filles aux études, formations professionnelles)
- La santé et le bien-être (santé reproductive, lutte contre les violences basées sur le genre)
- La culture et le lifestyle (mode, arts, success stories)

Femme d'Afrique se distingue par son approche panafricaine, mettant en avant des femmes issues de différents pays, avec une attention particulière pour la RDC, le Cameroun, le Bénin et la Centrafrique.

## Le Fondatrice et éditrice
Christelle Mpongo Lula est une journaliste et entrepreneuse congolaise, engagée dans la promotion des droits des femmes. En plus d'être la fondatrice et éditrice de Femme d'Afrique, elle est également :
- Conférencière sur les questions d'égalité des genres et d'entrepreneuriat féminin.
- Mentore pour les jeunes femmes aspirant à se lancer dans les médias ou les affaires.
- Activiste impliquée dans des projets sociaux visant à améliorer l'accès des femmes à l'éducation et aux opportunités économiques.

Son travail a été salué par plusieurs organisations locales et internationales œuvrant pour l'émancipation des femmes en Afrique.

## Diffusion et présence en ligne
Bien que le magazine conserve une forte présence physique (kiosques, abonnements, événements), sa plateforme numérique (femmedafrique.net) permet une diffusion élargie à travers :
- Des articles et interviews exclusives
- Des reportages sur des initiatives féminines
- Des partenariats avec des organisations de défense des droits des femmes

## Reconnaissance et impact
Femme d'Afrique a contribué à :
- La visibilité de nombreuses entrepreneuses et artistes africaines.
- La sensibilisation sur des enjeux clés comme l'éducation des filles et la lutte contre les violences conjugales.
- La création d'un réseau de femmes influentes à travers l'Afrique centrale et de l'Ouest.